# Виртуальный гитарный процессор
Программный гитарный симулятор или виртуальный гитарный процессор — это программа, моделирующая работу устройств гитарного тракта: эффект-педалей, микрофонов, гитарных усилителей и т.д., с помощью специальных алгоритмов цифровой обработки звука.
Первые варианты виртуальных гитарных процессоров появились в конце 1990-х годов. Связано это было с тем, что стали общедоступными персональные компьютеры на процессорах i486 и Pentium, обладающие достаточной мощностью для вычислений в реальном времени необходимых для обработки гитарных сигналов. Простейшим примером может служить вышедшая в 1997 году программа виртуального процессора GuitarFX.
Виртуальные гитарные симуляторы обычно выпускаются в форматах DX (Direct-X), VST и RTAS — это плагины для различных цифровых аудиостанций. Многие также имеют автономную версию (standalone) для игры в реальном времени. Удобны для быстрого развёртывания. Имеют достаточно убедительное звучание, хотя, конечно, учесть все нюансы в обработке аналоговой (реальной) гитарной электронной аппаратуры, возможно, пока учесть сложно, но это не мешает с успехом использовать виртуальные гитарные процессоры в записи и в живом исполнении, как начинающими исполнителями, так и опытными.
Основной недостаток этих «устройств» — это временная (естественная) жертва — хоть и небольшая, и практически не ощутимая, но задержка по времени в обработке, чем обычно пренебрегают (используя бесплатный драйвер ASIO4All), устанавливая величину этой задержки минимальной, при которой компьютер ещё справляется с обработкой аудиопотока, отдавая на выход звуковой карты его без «тресков и бульканий» — красивым.
Одними из самых популярных гитарных симуляторов являются программы Guitar Rig (фирмы Native Instruments), TH2 (Overloud) и AmpliTube от IK media.
Имеют форматы VST (плагин-обработчик) и Standalone (процессор для игры в реальном времени)